# スヴェトラナ・ゲラシメンコ
スヴェトラナ・ゲラシメンコ（Svetlana Ivanovna Gerasimenko; ロシア語: Светла́на Ива́новна Герасиме́нко; ウクライナ語: Світлана Іванівна Герасименко、1945年2月23日 - 2025年4月8日）は、キーウ州バリシフカ出身、ウクライナ起源のソビエト連邦、タジキスタンの天文学者である。
2025年4月8日、ロシアで死去。80歳没。

## チュリュモフ・ゲラシメンコ彗星の発見
1969年9月11日、当時のカザフ・ソビエト社会主義共和国首都アルマトイ近郊のアルマアタ天体物理研究所で働いていたゲラシメンコは、口径50cmのマクストフカセグレン式望遠鏡でコマス・ソラ彗星を撮影していた。
キエフ大学のクリム・チュリュモフがこれを見て、写真の端に彗星のようなものを発見したが、コマス・ソラ彗星であると推定した。写真が撮られてから約1か月後の10月22日、彼はこれが期待される位置よりも2-3度ずれた位置にあり、コマス・ソラ彗星ではあり得ないことに気付いた。さらに精査したところ、期待される位置にコマス・ソラ彗星の姿が見つかり、もう一つの物体は別の彗星であることが証明された。全ての写真を調べたところ、9月9日と21日に撮影された、さらに4枚の写真からも見つかった。

## 献名・エポニム
- 周期彗星67P/チュリュモフ・ゲラシメンコ彗星
- 小惑星3945/ゲラシメンコ [6]